# Václav Bělohradský
Václav Bělohradský (Praga, 14 gennaio 1944) è un filosofo ceco.
Dopo la laurea in filosofia all'Università Carlo di Praga, a partire dal 1970 si è trasferito in Italia, insegnando Sociologia politica prima all'Università di Genova e poi all'Università di Trieste.
I suoi lavori maggiori hanno riguardato la tensione tra legalità e legittimità (a partire dalla sua stessa esperienza personale all'interno del dissenso) e lo sviluppo in ambito sociologico del tema husserliano del Lebenswelt. Dopo aver espresso nei suoi scritti una forma assai originale di liberalismo di mercato, a partire dall'inizio degli anni novanta ha sviluppato una rielaborazione delle sue tesi che lo ha portato a formulare critiche anche molto aspre nei riguardi dei processi di globalizzazione.

## Opere
- Interpretazioni italiane di Wittgenstein, Milano, 1972.
- Ragionamento, azione, società. Sociologia della conoscenza in Vilfredo Pareto, Milano, 1974.
- Il mondo della vita: un problema politico, Milano, 1981.
- Krize eschatologie neosobnosti, Londra, 1982, 1984.
- Myslet zeleň světa. Rozhovor s K. Hvížďalou, Praga, 1985, 1991.
- "La précession de la légalité ou l'Empire d'Autriche comme métaphore", Le Messager Européen 1, 1987, pp. 249–278.
- Kapitalismus a občanské ctnosti, Praga, 1992.
- Mezi světy & mezisvěty, Praga, 1997.